# Жабаль (община)
Жабаль (серб. Жабаљ) — община в Сербии, входит в Южно-Бачский округ.
Население общины составляет 26 748 человек (2007 год), плотность населения составляет 67 чел./км². Занимаемая площадь — 400 км², из них 83,5 % используется в промышленных целях.
Административный центр общины — город Жабаль. Община Жабаль состоит из 4 населённых пунктов, средняя площадь населённого пункта — 100,0 км².

## Статистика населения общины
| Год  | Население, чел. |
| ---- | --------------- |
| 1991 | 28 416          |
| 2001 | 27 490          |
| 2002 | 27 468          |
| 2003 | 27 285          |
| 2004 | 27 076          |
| 2005 | 26 952          |
| 2006 | 26 853          |
| 2007 | 26 748          |